# Ficus pubilimba
Ficus pubilimba är en mullbärsväxtart som beskrevs av Elmer Drew Merrill. Ficus pubilimba ingår i släktet fikonsläktet, och familjen mullbärsväxter. Inga underarter finns listade i Catalogue of Life.